# Municipio Guayaramerín
Das Municipio Guayaramerín ist ein Verwaltungsbezirk im Departamento Beni im Tiefland des südamerikanischen Anden-Staates Bolivien.

## Lage im Nahraum
Das Municipio Guayaramerín ist eines von zwei Municipios der Provinz Vaca Díez und liegt im östlichen Teil der Provinz. Es grenzt im Nordwesten an das Departamento Pando, im Westen an das Municipio Riberalta, im Süden an die Provinz Yacuma und im Osten an die Republik Brasilien.
Zentraler Ort des Municipio und Verwaltungssitz der Provinz ist Guayaramerín am Río Mamoré mit 35.764 Einwohnern (Volkszählung 2012) am nordöstlichen Rand des Municipios.

## Geographie
Das Municipio Guayaramerín liegt im bolivianischen Tiefland an der Grenze zur Republik Brasilien. Die Region hat ganzjährig ein tropisch-heißes und feuchtes Klima.
Die Jahresdurchschnittstemperatur beträgt 27,1 °C (siehe Klimadiagramm Riberalta), wobei sich die monatlichen Durchschnittstemperaturen zwischen Juni/Juli mit gut 25 °C und September/Oktober mit gut 28 °C nur wenig unterscheiden. Der Jahresniederschlag beträgt fast 2000 mm und liegt somit mehr als doppelt so hoch wie die Niederschläge in Mitteleuropa. Höchstwerten von knapp 300 mm in den Monaten Dezember bis Februar stehen Niedrigwerte von unter 50 mm im Juni/August gegenüber.

## Bevölkerung
Die Einwohnerzahl ist zwischen 1992 und 2024 um knapp ein Drittel angestiegen:
| Jahr | Einwohner | Quelle       |
| ---- | --------- | ------------ |
| 1992 | 32.723    | Volkszählung |
| 2001 | 40.444    | Volkszählung |
| 2012 | 41.775    | Volkszählung |
| 2024 | 40.759    | Volkszählung |

Die Bevölkerungsdichte des Municipios bei der letzten Volkszählung von 2012 betrug 6,4 Einwohner/km², der Anteil der städtischen Bevölkerung war 85,6 Prozent. Die Lebenserwartung der Neugeborenen lag im Jahr 2001 bei 65,9 Jahren.
Der Alphabetisierungsgrad bei den über 19-Jährigen beträgt 93,8 Prozent, und zwar 96,1 Prozent bei Männern und 91,5 Prozent bei Frauen (2001).

## Politik
Ergebnis der Regionalwahlen (concejales del municipio) vom 4. April 2010:
| Wahl- berechtigte |  | Wahl- beteiligung | gültige Stimmen |  | MAS-IPSP | PRIMERO | MNR-PUEBLO | CA     | MSM   |
| ----------------- |  | ----------------- | --------------- |  | -------- | ------- | ---------- | ------ | ----- |
| 20.625            |  | 17.428            | 15.019          |  | 4.628    | 4.564   | 3.236      | 2.341  | 250   |
|                   |  | 84,5 %            | 86,2 %          |  | 30,8 %   | 30,4 %  | 21,5 %     | 15,6 % | 1,7 % |

Ergebnis der Regionalwahlen (elecciones de autoridades políticas) vom 7. März 2021:
| Wahl- berechtigte |  | Wahl- beteiligung | gültige Stimmen |  | MTS     | MAS-IPSP | AHORA!  | TODOS  | NACER  |
| ----------------- |  | ----------------- | --------------- |  | ------- | -------- | ------- | ------ | ------ |
| 27.043            |  | 21.510            | 18.435          |  | 8.739   | 3.582    | 2.442   | 1.512  | 757    |
|                   |  | 79,54 %           | 85,70 %         |  | 47,40 % | 19,43 %  | 13,25 % | 8,20 % | 4,11 % |

## Gliederung
Das Municipio gliederte sich bei der Volkszählung von 2012 in die folgenden vier Kantone (cantones):
- 08-0202-01 Kanton Guayaramerín – 43 Ortschaften – 39.525 Einwohner (2001: 36.617 Einwohner)
- 08-0202-02 Kanton Villa Bella – 1 Ortschaft – 200 Einwohner (2001: 408 Einwohner)
- 08-0202-03 Kanton Cachuela Esperanza – 3 Ortschaften – 1.160 Einwohner (2001: 1.447 Einwohner)
- 08-0202-04 Kanton Yata – 9 Ortschaften – 890 Einwohner (2001: 1.972 Einwohner)

## Ortschaften im Municipio Guayaramerín
- Kanton Guayaramerín
  - Guayaramerín 35.764 Einw.

- Kanton Villa Bella
  - Villa Bella 200 Einw.

- Kanton Cachuela Esperanza
  - Cachuela Esperanza 982 Einw.

- Kanton Yata
  - Rosario del Yata 548 Einw.